# Mauro Cristofani
Mauro Cristofani (* 2. Januar 1941; † 25. August 1997 in Rom) war ein italienischer Etruskologe, Epigraphiker und Klassischer Archäologe. Er gilt als einer der bedeutendsten und einflussreichsten Etruskologen.

## Leben und Karriere
Mauro Cristofani war akademischer Schüler des Etruskologen Massimo Pallottino. Er lehrte seit 1975 als Ordinarius an der Universität Siena, zuvor an der Universität Pisa und seit 1989 an der Universität Neapel Federico II. Seit 1970 war er mit der Archäologin Marina Martelli (1943–2023) verheiratet, mit der er in Rom lebte und mehrfach auch wissenschaftlich zusammenarbeitete. Cristofanis publizistisches Œuvre umfasst etwa 400 Schriften, darunter 16 Monografien. Darunter finden sich archäologische und philologisch-epigraphische Spezialstudien, die sich an die wissenschaftliche Welt wandten, ebenso wie populärwissenschaftliche Schriften. Viele seiner Bücher haben in Italien mehrere Auflagen erlebt. Gemeinsam mit dem Kunsthistoriker Giovanni Previtali begründete er die Zeitschrift Prospettiva, die antike und neuzeitliche Kunst präsentiert.
Seit 1985 schrieb er zudem häufig für die dritte Seite der Tageszeitung Corriere della Sera zu archäologischen Themen. Ausgrabungen führte er in Kalabrien, der Akropolis von Volterra, in Lucca, im antiken Industriegebiet von Populonia sowie als Lehrgrabung im Stadtgebiet von Cerveteri durch. Seit 1981 leitete Cristofani das Centro di Studio per l’Archeologia Etrusco-Italica.  Nach längerer Krankheit und einer Lebertransplantation, die ihn jedoch nicht von seiner weiteren Forschungsarbeit abgehalten hatte, verstarb Cristofani 1997 im Alter von nur 56 Jahren.
Ihm wurden vielfache Ehren zuteil. Er war Mitglied der Italienischen Gesellschaft für Sprachwissenschaft, des Istituto Nazionale di Studi Etruschi ed Italici in Florenz, korrespondierendes Mitglied des Deutschen Archäologischen Instituts und der Accademia dei Lincei. Zudem wurden ihm von den durch ihn erforschten Etruskerstädten wie Cortona, Siena und Volterra eigene örtliche Auszeichnungen zuteil.
Cristofani forschte zu den verschiedensten Gebieten der Etruskologie. Als Archäologe ergrub er Siedlungen, forschte zum Schmuck, zur Keramik, zu den Metallarbeiten, aber auch als Epigraphiker zu den Inschriften, wobei ihm sein gutes philologisches Rüstzeug zugutekam. So veröffentlichte er beispielsweise zum Festkalender auf einer Tontafel aus Capua. Mit seiner Frau veröffentlichte er ein großes dreibändiges Werk. Zusammen gestalteten sie den ersten Band zum etruskischen Schmuck, den zweiten Band zu den Bronzen gab er heraus, den dritten zur Keramik sie. Cristofani steuerte das abschließende Kapitel zur rotfigurigen Vasenmalerei bei. Seinen Blick hatte er dabei immer auf die Gesamtheit der materiellen sowie der sprachlich-literarischen Hinterlassenschaften und der historischen wie kulturhistorischen Erkenntnisse zu den Etruskern gerichtet. In seinen späteren Jahren wandte er sich auch verstärkt der Archäologie der unteritalischen Griechen zu, dabei interessierte er sich vor allem für deren Keramik. Ein Höhepunkt in seiner Arbeit war das Etruskerjahr 1985, in dem er die Ausstellung Civiltà degli Etruschi in Florenz konzipierte und den begleitenden Katalog herausgab, der zu einem Standardwerk der Etruskologie wurde.

## Schriften (Auswahl)
als Autor
- Die Etrusker. Geschichte, Glaube und Kultur („Etruschi. Cultura e società“, 1979). Reich, Luzern 1983, ISBN 3-7243-0205-3 (Terra magica).
- Die Etrusker („Gli Etruschi“, 1984). Belser, Stuttgart 1985, ISBN 3-7630-1676-7.

als Herausgeber
- Civiltà degli Etruschi (Progetto Etruschi; Bd. 3). Electa, Milano 1985, ISBN 88-435-1157-2 (Katalog der gleichnamigen Ausstellung im Museo Archeologico Firenze, 16. März bis 20. Oktober 1985).
- Dizionario della civiltà etrusca. Giunti Gruppo Editoriale, Florenz 1985; Nachdruck Florenz 1999, ISBN 88-09-21728-4.